# برق‌رسانی روستایی
برق‌رسانی روستایی فرایند انتقال توان برق به مناطق روستایی و دور افتاده‌است؛ چرا که شبکه‌های ملی از تأمین تقاضای برق برای مناطق روستایی ناتوانند. در سال ۲۰۱۷، بیش از ۱ میلیارد نفر در سراسر جهان فاقد انرژی الکتریکی خانگی هستند؛ یعنی چیزی در حدود ۱۴٪ از جمعیت جهان. برق‌رسانی به‌طور معمول از شهرها و شهرکها آغاز می‌شود و به تدریج به مناطق روستایی گسترش می‌یابد، با این حال، این روند اغلب در کشورهای در حال توسعه با موانعی روبرو می‌شود. گسترش دادن شبکه ملی پرهزینه است و کشورها به‌طور پیوسته فاقد سرمایه لازم برای رشد زیرساخت‌های فعلی خود هستند. علاوه بر این، استهلاک هزینه‌های سرمایه ای برای کاهش هزینه واحد هر اتصال در مناطق کم جمعیت (که منجر به سهم سرانه بالاتری از هزینه می‌شود) دشوارتر است. اگر کشورها بتوانند این موانع را پشت سر بگذارند و به برق رسانی در سراسر کشور دست یابند، جوامع روستایی می‌توانند از رشد اقتصادی و اجتماعی قابل توجهی بهره‌مند شوند.